# Lupinus littoralis
Lupinus littoralis är en ärtväxtart som beskrevs av John Lindley. Lupinus littoralis ingår i släktet lupiner, och familjen ärtväxter. Inga underarter finns listade i Catalogue of Life.